# GKK Šibenik
El Građanski košarkaški klub Šibenik es un equipo de baloncesto croata que compite en la A1 Liga, la primera división del país. Tiene su sede en Šibenik y disputa sus partidos en el Dvorana Baldekin, con capacidad para 500 espectadores. Se consideran a sí mismos los sucesores del desaparecido KK Šibenik.

## Historia
El club como tal, con el nombre de KK Stari Grad, se inscribió en el registro de asociaciones en 1998, pero no fue hasta 2010, cuando adquirió el nombre de KK Šibenik Stari Grad, cuando comenzó sus actividades en el baloncesto. Al año siguiente se decidió en asamblea el cambio de denominación por el actual, Građanski košarkaški klub Šibenik ("Club de Baloncesto de la Ciudad de Sibenik", en español).
El club tiene un acuerdo de colaboración con la Escuela de Baloncesto Dražen Petrović, con más de 400 jugadores.
Ascendió a la A1 Liga en la temporada 2016-17, y ese mismo año lideró la temporada regular y acabó cayendo en semifinales por la liga ante el Cibona de Zagreb.

## Jugadores

### Jugadores destacados
- Roko Badžim
- Roderick Bobbitt
- Ivan Blaće
- Miralem Halilović
- Ive Ivanov
- Martin Junaković
- Teo Petani
- Ivan Siriščević